# Barb Wire
Barb Wire es una película estadounidense de acción y ciencia ficción de 1996, dirigida por David Hogan y protagonizada por Pamela Anderson. El filme está basado en la historieta homónima de Dark Horse Comics.

## Argumento
La historia transcurre en Estados Unidos en el año 2017, en el marco de la llamada "segunda guerra civil". 
Todo el país está en un estado de emergencia, y lo que antes se denominaba el "American Congress" ahora gobierna con métodos fascistas, al estilo de una junta militar. 
Sólo hay una ciudad libre del control gubernamental en EE. UU., Steel Harbor, sede de la resistencia, y ciudad natal de Barb Wire (Pamela Anderson), propietaria del club nocturno "Hammerhead" y eventual cazarrecompensas.
Su antiguo amante Axel Hood (Temuera Morrison) reaparece en la vida de Barb Wire para pedirle un favor, Axel es un "freedom fighter" (un héroe romántico que lucha por la libertad); tras lo cual Barb Wire se ve envuelta directamente en la lucha contra el gobierno totalitario.
El sitio web especializado imdb.com describió a la película como una remake posapocalíptica de Casablanca ambientada en un strip club.

## Elenco
- Pamela Anderson - Barb Wire
- Temuera Morrison - Axel
- Victoria Rowell - Dr. Corrina "Cora D" Devonshire
- Jack Noseworthy - Charlie Kopetski
- Xander Berkeley - Alexander Willis
- Steve Railsback - Colonel Pryzer
- Udo Kier - Curly
- Andre Rosey Brown - Big Fatso
- Nicholas Worth - Ruben Tentenbaum
- Clint Howard - Schmitz
- Jennifer Banko - Spike
- Michael Russo - Santos